# JR 니시니혼 미야지마 페리
JR 니시니혼 미야지마 페리(JR西日本宮島フェリー)는 일본 히로시마현 하쓰카이치시에 본사가 있는 해운 회사이다. 서일본 여객철도 (JR서일본)의 자회사로, 철도 연락선인 미야지마 연락선 (미야지마구치 부두 - 미야지마 부두)의 사업을 승계하기 위해 설립되었다. 본사는 미야지마구치 부두에 있다. 서일본 여객철도가 운항하는 미야지마 항로는 계속해서 철도 연락선으로서 운항되고 있다.